# Caldonazzo
Caldonazzo är en ort och kommun i provinsen Trento i regionen Trentino-Sydtyrolen i Italien. Kommunen hade 3 778 invånare (2018).